# 内田旦人
内田 旦人（うちだ あきと、1996年9月22日 - ）は、日本の男子プロバスケットボール選手である。ポジションはPG/SG。B3リーグの湘南ユナイテッドBC所属。

## 来歴
北海道札幌市出身。東海大四高から東海大学へ進み、2019年2月にレバンガ北海道と特別指定選手契約を結び、オフに本契約。
2021年オフ、京都ハンナリーズに移籍。
2022年オフ、青森ワッツに移籍。
2024年オフ、湘南ユナイテッドBCに移籍。

## 経歴
- 東海大四高 - 東海大 - 北海道（2019年 - 2021年） - 京都（2021年 - 2022年） - 青森（2022年 - 2024年） - 湘南（2024年 -）